# فيني جونز
فينسينت بيتر جونز (بالإنجليزية: Vincent Peter Jones)؛ (5 يناير 1965 -)، ممثل ومنتج أفلام بريطاني. ولد في واتفورد، المملكة المتحدة، ولعب في صغره في الدوري الإنجليزي لكرة القدم .قام بالتمثيل في عدة أفلام منهاإكس مين لاست ستاند وَ هي الرجل.

## وصلات خارجية
- فيني جونز على موقع الاتحاد الدولي (مؤرشف)  (الإنجليزية)
- فيني جونز على موقع الاتحاد الدولي (مؤرشف)  (الإنجليزية)
- فيني جونز على موقع قاعدة بيانات كرة القدم.إي يو (الإنجليزية)
- فيني جونز على موقع ناشيونال فوتبول تيمز (الإنجليزية)
- فيني جونز على موقع Soccerway.com (الإنجليزية)
- فيني جونز على موقع عالم كرة القدم.نت (الإنجليزية)
- الموقع الإليكتروني الرسمي لفيني جونز
- فيني جونز على موقع IMDb (الإنجليزية)
- فيني جونز على موقع روتن توميتوز (الإنجليزية)
- فيني جونز على موقع ألو سيني (الفرنسية)
- فيني جونز على موقع ميوزك برينز (الإنجليزية)
- فيني جونز على موقع أول موفي (الإنجليزية)
- فيني جونز على موقع قاعدة بيانات الأفلام السويدية (السويدية)
- فيني جونز على موقع إن إن دي بي (الإنجليزية)
- فيني جونز على موقع ديسكوغز (الإنجليزية)
- فيني جونز على موقع قاعدة بيانات الفيلم (الإنجليزية)
- فيني جونز على موقع كينوبويسك (الروسية)
- Vinnie Jones career stats at National Football Teams
- Regtransfers magazine interview - online version
- Regtransfers magazine interview - online version
- Vinnie Jones interview نسخة محفوظة 13 يوليو 2009 على موقع واي باك مشين.